# Psychedelic Lollipop
Psychedelic Lollipop je debutové album newyorské psychedelic rockové skupiny Blues Magoos. Album bylo vydané u Fontana Records ve Spojeném království a u Mercury Records ve Spojených státech v listopadu roku 1966.

## Seznam skladeb
1. "(We Ain't Got) Nothin' Yet" (Esposito, Gilbert, Scala) – 2:10
2. "Love Seems Doomed" (Esposito, Gilbert, Scala) – 3:02
3. "Tobacco Road" (John D. Loudermilk) – 4:30
4. "Queen Of My Nights" (Blue) – 2:52
5. "I’ll Go Crazy" (James Brown) – 1:58
6. "Gotta Get Away" (Adams, Gordon) – 2:35
7. "Sometimes I Think About" (Esposito, Gilbert, Scala) – 3:35
8. "One By One" (Gilbert, Theilhelm) – 2:45
9. "Worried Life Blues" (Big Maceo Merriweather) – 3:45
10. "She’s Coming Home" (Atkins, Miller) – 2:36

## Sestava
- Ralph Scala - klávesy, zpěv
- Emil “Peppy” Theilhelm – kytara, zpěv
- Ron Gilbert – baskytara, zpěv
- Mike Esposito – kytara
- Geoff Daking – bicí, perkuse